# 討姦侯
討姦侯（とうかんこう）は、古代中国の後漢の時代に置かれた列侯の一つである。永初5年（西暦111年）に反乱軍の指導者を暗殺した杜習が、その功績によって封じられた。封地は不明。後嗣や断絶の時期も知られない。